# 克魯和楠特威奇 (英國國會選區)

選區在柴郡的位置

克魯和楠特威奇（英語：Crewe And Nantwich），英國國會一郡選區，位於柴郡柴郡西-切斯特西北部，包括昔日克魯-楠特威奇東南部。
設於1983年。本區2008年以前的當區議員為工黨的圭內斯·鄧沃迪。在她死後進行的補選中，保守黨的愛德華·蒂姆森擊敗了圭內斯的女兒、威爾斯地方議員塔姆辛·鄧沃迪。他在2010年大選中以45.8%選票連任成功。